# تککوی (سیریک)
تککوی (ترکی استانبولی: Tekkeköy) یک محله در ترکیه است که در ناحیهٔ سریک، آنتالیا واقع شده است. جمعیت این محله تا سال ۲۰۲۲ برابر با ۹۶۸ نفر بوده است.